# Mycetophyllia ferox
Mycetophyllia ferox är en korallart som beskrevs av Wells 1973. Mycetophyllia ferox ingår i släktet Mycetophyllia och familjen Mussidae. IUCN kategoriserar arten globalt som sårbar. Inga underarter finns listade i Catalogue of Life.